# Kelseyville
Kelseyville és una concentració de població designada pel cens dels Estats Units a l'estat de Califòrnia. Segons el cens del 2000 tenia 2.928 habitants i segons el cens del 2010 tenia 3.353 habitants. Dins de Califòrnia, s'ubica en el Comtat de Lake.

## Demografia
Segons el cens del 2000, Kelseyville tenia 2.928 habitants, 1.095 habitatges, i 724 famílies. La densitat de població era de 350 habitants/km².
Dels 1.095 habitatges en un 33,7% hi vivien nens de menys de 18 anys, en un 46,9% hi vivien parelles casades, en un 14,8% dones solteres, i en un 33,8% no eren unitats familiars. En el 27,6% dels habitatges hi vivien persones soles el 15,8% de les quals corresponia a persones de 65 anys o més que vivien soles. El nombre mitjà de persones vivint en cada habitatge era de 2,66 i el nombre mitjà de persones que vivien en cada família era de 3,24.
Per edats la població es repartia de la següent manera: un 28,4% tenia menys de 18 anys, un 7,5% entre 18 i 24, un 26,7% entre 25 i 44, un 20,6% de 45 a 60 i un 16,8% 65 anys o més.
L'edat mediana era de 37 anys. Per cada 100 dones de 18 o més anys hi havia 93,8 homes.
La renda mediana per habitatge era de 24.363 $ i la renda mediana per família de 28.958 $. Els homes tenien una renda mediana de 26.758 $ mentre que les dones 20.036 $. La renda per capita de la població era de 15.651 $. Entorn del 12,8% de les famílies i el 15,3% de la població estaven per davall del llindar de pobresa.

## Poblacions més properes
El següent diagrama mostra les poblacions més properes.